# Antônio Rodrigues Fernandes Braga
Antônio Rodrigues Fernandes Braga (São Pedro do Sul, 1805 — Rio de Janeiro, 26 de fevereiro de 1875) foi um juiz, ouvidor de comarca, desembargador e político brasileiro.
Foi deputado geral, presidente da província do Rio Grande do Sul quando da Revolução Farroupilha, de 2 de maio de 1834 a 21 de setembro de 1835, ministro do Supremo Tribunal de Justiça e senador do Império do Brasil, nomeado por carta imperial de 27 de abril de 1870, de 1870 a 1875.
Quando Bento Gonçalves marchou para Porto Alegre em 20 de setembro de 1835, o presidente Fernandes Braga se refugiou na cidade de Rio Grande, que tornou-se assim a base principal do Império do Brasil no Rio Grande do Sul. Os farroupilhas, como ficaram conhecidos os rebeldes, empossaram Marciano José Pereira Ribeiro como novo presidente.
Era irmão do barão de Quaraim, tio de Maria José Fernandes Chaves, condessa de São Clemente, esta, casada com o conde de São Clemente; e Alzira Rodrigues Fernandes Chaves, viscondessa de Santa Vitória, esta, casada com o visconde de Santa Vitória. Suas filhas, Cecília Fernandes Braga e Ana Joaquina Fernandes Braga, casaram-se, respectivamente, com o conde de Nioaque e o segundo barão de Andaraí.